# Lenguas de Colombia

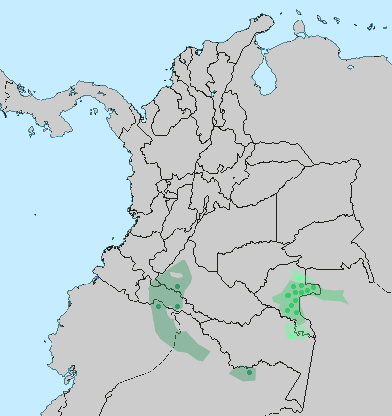
Las lenguas tucanas son una de las familias de lingüísticas con más lenguas en territorio colombiano. Los puntos indican posiciones documentadas de las lenguas; las áreas, la probable extensión antes del ; y el color, las ramas de la familia: oriental (verde hierba), central (verde turquesa) y occidental (verde botella).

En Colombia se hablan 70 lenguas, de entre las cuales el español es la lengua mayoritaria. En adición a español, se hablan 65 lenguas indígenas, 2 lenguas criollas (el palenquero de San Basilio y el criollo de las islas de San Andrés y Providencia), la lengua romanés y la lengua de señas colombiana.Las lenguas nativas se hablan en ámbitos locales y regionales. Oficialmente, son las de origen indoamericano, habladas por los pueblos indígenas, las lenguas criollas habladas por comunidades afrocolombianas y la lengua romanés habladas por las comunidades del pueblo gitano.

## Legislación lingüística
Según lo proferido en la Constitución, artículo 10, enuncia lo siguiente: " El castellano es el idioma oficial de Colombia. Las lenguas y dialectos de los grupos étnicos son también oficiales en sus territorios. La enseñanza que se imparta en las comunidades con tradiciones lingüísticas propias será bilingüe."
En 2010 se aprobó la ley 1381 de 2010, que buscó fortalecer la protección, uso y reconocimiento de las lenguas nativas en Colombia. El 21 de febrero, Día Internacional de la Lengua Materna, el Ministerio de Cultura de Colombia lanzó el Plan Decenal de Lenguas Nativas, un medio de articulación de la acción estatal y de la participación colectiva de los grupos étnicos para dar cumplimiento a la Ley 1381 en proteger y mejorar la situación de las lenguas nativas.

## Idioma español en Colombia
Las variantes locales del español incluyen numerosos acentos muy distintivos, como el cundiboyacense (Cundinamarca y Boyacá), el paisa (de Antioquia y el Eje Cafetero), el valluno (del Valle del Cauca y Cauca), el rolo (de Bogotá), el costeño de la región Caribe, el pastuso (de la zona andina de Nariño), el patojo (del Cauca), el opita (de Tolima y Huila), el santandereano (de Santander y Norte de Santander), el chocoano (del Chocó y la Región del Pacífico) y el llanero (de la Orinoquía: Meta, Casanare, Arauca y Vichada).

## Lenguas indígenas

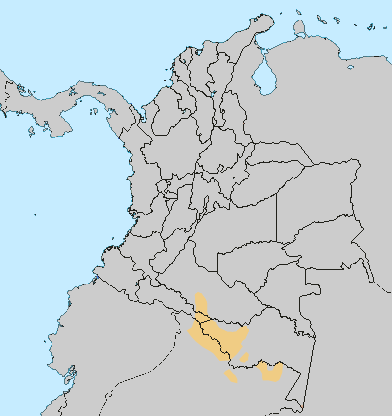
lenguas bora-witoto una de las familias más extendidas en el sur de Colombia, junto con las lenguas tucanas.

Distribución del quechua inga.

Más de 60 lenguas aborígenes se mantienen vivas. Las principales familias de lenguas indígenas de Colombia son:
- Las lenguas arawak, como el wayúu de La Guajira y el achagua y el piapoco en el SE del país.
- Las lenguas barbacoanas, en Nariño y el Cauca
- Las lenguas witoto, en el departamento de Putumayo.
- Las lenguas caribes, en Amazonas, Guaviare y Cesar.
- Las lenguas chibchas en la Sierra Nevada de Santa Marta y el Cocuy.
- Las lenguas chocó, como el emberá y el wounaan.
- Las lenguas guahibanas, en Los Llanos del Orinoco.
- Las lenguas makú, en Vaupés y Guaviare.
- Las lenguas quechuas, en el S. del país.
- Las lenguas tucanas, en el SE. y S. del país.

Además existen un número significativo de lenguas aisladas o no clasificadas:
- El andoque en el río Caquetá.
- El camsá en el valle de Sibundoy (Putumayo).
- El nasa yuwe en Cauca.
- El sáliba-piaroa en Vichada.
- El ticuna en el triángulo de Leticia.

También se hablan lenguas barbacoanas junto a la frontera con Ecuador, lenguas caribes en el N. del país, ñe'engatú el extremo SE del país. Anteriormente se hablaron las lenguas betoi, lenguas aisladas como el andakí y el tinigua y un cierto número de lenguas sin clasificar.

### Clasificación
El siguiente cuadro clasifica las 80 lenguas de Colombia, que se agrupan en 11 familias además de más de una quincena de lenguas aisladas o no clasificadas. Las lenguas extintas se indican con el signo (†).
| Clasificación de las lenguas indígenas de Colombia | | |                      |                                          |
| Familia | Grupo | Grupo | Lengua               | Territorio                               |
| Lenguas arawak Se trata de la familia de lenguas amerindias con más lenguas en Sudamérica. | Arawak septentrional | Arawak septentrional | Wayuunaiki           | La Guajira                               |
| Lenguas arawak Se trata de la familia de lenguas amerindias con más lenguas en Sudamérica. | Arawak septentrional | Arawak septentrional | Achagua              | Meta                                     |
| Lenguas arawak Se trata de la familia de lenguas amerindias con más lenguas en Sudamérica. | Arawak septentrional | Arawak septentrional | Kurripako            | Río Içana                                |
| Lenguas arawak Se trata de la familia de lenguas amerindias con más lenguas en Sudamérica. | Arawak septentrional | Arawak septentrional | Cabiyari             | Río Mirití-paraná                        |
| Lenguas arawak Se trata de la familia de lenguas amerindias con más lenguas en Sudamérica. | Arawak septentrional | Arawak septentrional | Maipure (†)          | Vichada                                  |
| Lenguas arawak Se trata de la familia de lenguas amerindias con más lenguas en Sudamérica. | Arawak septentrional | Arawak septentrional | Piapoco              | Guainía, Vichada, Meta                   |
| Lenguas barbacoanas La familia barbacoana fue identificada como grupo separado de las lenguas chibchas recientemente. | Ahuano | Ahuano | Awá pit              | Nariño                                   |
| Lenguas barbacoanas La familia barbacoana fue identificada como grupo separado de las lenguas chibchas recientemente. | Ahuano | Ahuano | Barbacoa (†)         | Nariño                                   |
| Lenguas barbacoanas La familia barbacoana fue identificada como grupo separado de las lenguas chibchas recientemente. | Ahuano | Ahuano | Pasto (†)            | Nariño                                   |
| Lenguas barbacoanas La familia barbacoana fue identificada como grupo separado de las lenguas chibchas recientemente. | Ahuano | Ahuano | Sindagua (†)         | Nariño                                   |
| Lenguas barbacoanas La familia barbacoana fue identificada como grupo separado de las lenguas chibchas recientemente. | Coconucano | Coconucano | Coconuco (†)         | Cauca                                    |
| Lenguas barbacoanas La familia barbacoana fue identificada como grupo separado de las lenguas chibchas recientemente. | Coconucano | Coconucano | Guambiano            | Cauca                                    |
| Lenguas barbacoanas La familia barbacoana fue identificada como grupo separado de las lenguas chibchas recientemente. | Coconucano | Coconucano | Totoró               | Cauca                                    |
| Lenguas bora-witoto Algunos autores cuestionan que las lengas bora y las lenguas huitoto formen una única familia debido a las grandes divertencias entre los dos grupos.                                                                                     | Bora | Bora | Bora                 | Amazonas                                 |
| Lenguas bora-witoto Algunos autores cuestionan que las lengas bora y las lenguas huitoto formen una única familia debido a las grandes divertencias entre los dos grupos.                                                                                     | Bora | Bora | Miraña               | Amazonas                                 |
| Lenguas bora-witoto Algunos autores cuestionan que las lengas bora y las lenguas huitoto formen una única familia debido a las grandes divertencias entre los dos grupos.                                                                                     | Bora | Bora | Muinane              | Amazonas                                 |
| Lenguas bora-witoto Algunos autores cuestionan que las lengas bora y las lenguas huitoto formen una única familia debido a las grandes divertencias entre los dos grupos.                                                                                     | Witoto | Witoto | Meneca-Murui         | Amazonas                                 |
| Lenguas bora-witoto Algunos autores cuestionan que las lengas bora y las lenguas huitoto formen una única familia debido a las grandes divertencias entre los dos grupos.                                                                                     | Witoto | Witoto | Nonuya               | Amazonas                                 |
| Lenguas bora-witoto Algunos autores cuestionan que las lengas bora y las lenguas huitoto formen una única familia debido a las grandes divertencias entre los dos grupos.                                                                                     | Witoto | Witoto | Ocaina               | Amazonas                                 |
| Lenguas caribes . | Septentrional | Costero | Yukpa                | Cesar                                    |
| Lenguas caribes . | Septentrional | Costero | Opón-carare (†)      | Santander                                |
| Lenguas caribes . | Meridional | SE Colombia | Carijona             | Amazonas, Guaviare                       |
| Lenguas chibcha. | Magdalénico | Arhuaco | Ika (arhuaco)        | Cesar, Magdalena                         |
| Lenguas chibcha. | Magdalénico | Arhuaco | Kankuí               | Cesar                                    |
| Lenguas chibcha. | Magdalénico | Arhuaco | Kogui                | Magdalena                                |
| Lenguas chibcha. | Magdalénico | Arhuaco | Tayrona              | Magdalena, La Guajira, Cesar             |
| Lenguas chibcha. | Magdalénico | Arhuaco | Wiwa                 | Cesar                                    |
| Lenguas chibcha. | Magdalénico | Cundicocúyico | Duit (†)             | Boyacá                                   |
| Lenguas chibcha. | Magdalénico | Cundicocúyico | Muisca               | Cundinamarca, Boyacá                     |
| Lenguas chibcha. | Magdalénico | Cundicocúyico | Guane (†)            | Santander                                |
| Lenguas chibcha. | Magdalénico | Cundicocúyico | Tunebo               | ARA, BOY, NSA, SAN                       |
| Lenguas chibcha. | Magdalénico | Barí | Barí                 | Cesar, Norte de Santander                |
| Lenguas chibcha. | Magdalénico | Chimila | Chimila              | Magdalena                                |
| Lenguas chibcha. | Ístmico | Kuna | Kuna                 | Urabá, río Atrato                        |
| Lenguas chocó Agrupadas frecuentemente junto con la familia chibcha y el idioma paez en un grupo macro-chibcha actualmente no existen argumentos sólidos para sostener ese parentesco.                                                                        | Emberá | Emberá | Emberá               | Costa del Pacífico                       |
| Lenguas chocó Agrupadas frecuentemente junto con la familia chibcha y el idioma paez en un grupo macro-chibcha actualmente no existen argumentos sólidos para sostener ese parentesco.                                                                        | Waunana | Waunana | Waunana              | Chocó, Cauca, Valle del Cauca            |
| Lenguas chocó Agrupadas frecuentemente junto con la familia chibcha y el idioma paez en un grupo macro-chibcha actualmente no existen argumentos sólidos para sostener ese parentesco.                                                                        | Zenú | Zenú | Zenú                 | Córdoba, Sucre                           |
| Lenguas guahibanas Algunos autores integran esta familia de lenguas junto con las lenguas maipureanas dentro del filo macroarahuacano aunque dicha agrupación no se acepta universalemnte.                                                                    | Septentrional | Septentrional | Hitnü                | Arauca                                   |
| Lenguas guahibanas Algunos autores integran esta familia de lenguas junto con las lenguas maipureanas dentro del filo macroarahuacano aunque dicha agrupación no se acepta universalemnte.                                                                    | Septentrional | Septentrional | Hitanü               | Arauca                                   |
| Lenguas guahibanas Algunos autores integran esta familia de lenguas junto con las lenguas maipureanas dentro del filo macroarahuacano aunque dicha agrupación no se acepta universalemnte.                                                                    | Central | Central | Sikuani (Guahibo)    | Meta, Vichada, Arauca, Guainía, Guaviare |
| Lenguas guahibanas Algunos autores integran esta familia de lenguas junto con las lenguas maipureanas dentro del filo macroarahuacano aunque dicha agrupación no se acepta universalemnte.                                                                    | Central | Central | Cuiba                | Casanare, Vichada, Arauca                |
| Lenguas guahibanas Algunos autores integran esta familia de lenguas junto con las lenguas maipureanas dentro del filo macroarahuacano aunque dicha agrupación no se acepta universalemnte.                                                                    | Meridional | Meridional | Guayabero            | Meta, Guaviare                           |
| Lenguas indo-europeas Llegaron al territorio colombiano durante y después de la época colonial, desarrollando sus propios acentos regionales. | Itálico | Romance | Español              | Todo el país                             |
| Lenguas indo-europeas Llegaron al territorio colombiano durante y después de la época colonial, desarrollando sus propios acentos regionales. | Itálico | Romance | Portugués            | Amazonas, Guainía, Vaupés                |
| Lenguas indo-europeas Llegaron al territorio colombiano durante y después de la época colonial, desarrollando sus propios acentos regionales. | Germánico | Ánglico | Inglés               | San Andrés y Providencia                 |
| Lenguas indo-europeas Llegaron al territorio colombiano durante y después de la época colonial, desarrollando sus propios acentos regionales. | Indo-iranio | Lenguas indoarias centrales | Romaní               | Ciudades principales                     |
| Lenguas makú Algunos autores consideran que el makú meridional sí forma una familia pero rechaza que este grupo esté relacionado con el makú septentrional.                                                                                                   | Septentrional | Kakwa-Nukak | Kakwa                | ríos Papurí y bajo Vaupés                |
| Lenguas makú Algunos autores consideran que el makú meridional sí forma una familia pero rechaza que este grupo esté relacionado con el makú septentrional.                                                                                                   | Septentrional | Kakwa-Nukak | Nukak                | Guaviare                                 |
| Lenguas makú Algunos autores consideran que el makú meridional sí forma una familia pero rechaza que este grupo esté relacionado con el makú septentrional.                                                                                                   | Septentrional | Puninave | Puinave              | Guainía                                  |
| Lenguas makú Algunos autores consideran que el makú meridional sí forma una familia pero rechaza que este grupo esté relacionado con el makú septentrional.                                                                                                   | Nadajup | Jup | Yujup                | ríos Japurá y Tiquié                     |
| Lenguas makú Algunos autores consideran que el makú meridional sí forma una familia pero rechaza que este grupo esté relacionado con el makú septentrional.                                                                                                   | Nadajup | Jup | Jupda                | ríos Papurí y Tiquié                     |
| Lenguas quechuas Estas lenguas constituyen una familia de lenguas diferentes ya que no todas las variedades de quechuas son intercomprensibles. | Quechua periférico | Chinchay (Q II-B) | Quichua norteño      | Cauca, Nariño, Putumayo                  |
| Lenguas salibanas . | Sáliba | Sáliba | Sáliba               | Arauca, Casanare                         |
| Lenguas salibanas . | Piaroa | Piaroa | Piaroa               | Vichada                                  |
| Lenguas tucanas . | Occidental | Noroccidental | Koreguaje            | Río Orteguaza                            |
| Lenguas tucanas . | Occidental | Noroccidental | Siona                | Río Putumayo                             |
| Lenguas tucanas . | Central | norte | Cubeo                | Vaupés, Cuduyarí Querarí, Pirabotón      |
| Lenguas tucanas . | Central | sur | Tanimuca             | Guacayá, Mirití Oikayá, Aporis           |
| Lenguas tucanas . | Oriental | norte | Piratapuya           | Papurí                                   |
| Lenguas tucanas . | Oriental | norte | Tucano               | Papurí, Caño Paca                        |
| Lenguas tucanas . | Oriental | norte | Wanano               | Vaupés                                   |
| Lenguas tucanas . | Oriental | centro | Bará                 | Colorado, Fríjol Lobo, Tiquié            |
| Lenguas tucanas . | Oriental | centro | Desano               | Vaupés                                   |
| Lenguas tucanas . | Oriental | centro | Siriano              | Vaupés                                   |
| Lenguas tucanas . | Oriental | centro | Tatuyo               | Vaupés                                   |
| Lenguas tucanas . | Oriental | centro | tuyuca               | Tiquié                                   |
| Lenguas tucanas . | Oriental | centro | Yurutí               | Vaupés                                   |
| Lenguas tucanas . | Oriental | sur | Barasana             | Vaupés                                   |
| Lenguas tucanas . | Oriental | sur | Carapana             | Vaupés                                   |
| Lenguas tucanas . | Oriental | sur | Macuna               | Vaupés                                   |
| Lenguas aisladas Se ha intentado agrupar estas lenguas en familias más amplias, aunque sin éxito. | Lenguas aisladas Se ha intentado agrupar estas lenguas en familias más amplias, aunque sin éxito. | Lenguas aisladas Se ha intentado agrupar estas lenguas en familias más amplias, aunque sin éxito. | Andoque              | río Caquetá                              |
| Lenguas aisladas Se ha intentado agrupar estas lenguas en familias más amplias, aunque sin éxito. | Lenguas aisladas Se ha intentado agrupar estas lenguas en familias más amplias, aunque sin éxito. | Lenguas aisladas Se ha intentado agrupar estas lenguas en familias más amplias, aunque sin éxito. | Ticuna               | Leticia, Puerto Nariño                   |
| Lenguas aisladas Se ha intentado agrupar estas lenguas en familias más amplias, aunque sin éxito. | Lenguas aisladas Se ha intentado agrupar estas lenguas en familias más amplias, aunque sin éxito. | Lenguas aisladas Se ha intentado agrupar estas lenguas en familias más amplias, aunque sin éxito. | Betoi (†)            | Casanare                                 |
| Lenguas aisladas Se ha intentado agrupar estas lenguas en familias más amplias, aunque sin éxito. | Lenguas aisladas Se ha intentado agrupar estas lenguas en familias más amplias, aunque sin éxito. | Lenguas aisladas Se ha intentado agrupar estas lenguas en familias más amplias, aunque sin éxito. | Camsá                | Putumayo                                 |
| Lenguas aisladas Se ha intentado agrupar estas lenguas en familias más amplias, aunque sin éxito. | Lenguas aisladas Se ha intentado agrupar estas lenguas en familias más amplias, aunque sin éxito. | Lenguas aisladas Se ha intentado agrupar estas lenguas en familias más amplias, aunque sin éxito. | Cofán                | Nariño, Putumayo                         |
| Lenguas aisladas Se ha intentado agrupar estas lenguas en familias más amplias, aunque sin éxito. | Lenguas aisladas Se ha intentado agrupar estas lenguas en familias más amplias, aunque sin éxito. | Lenguas aisladas Se ha intentado agrupar estas lenguas en familias más amplias, aunque sin éxito. | Tinigua-pamigua (†)  | Meta, Caquetá                            |
| Lenguas no clasificadas Además existe un conjunto de lenguas con documentación muy escasa y referencias a lenguas de pueblos extinguidos, que no han podido ser clasificadas por falta de información. Ver por ejemplo Lenguas no clasificadas de Sudamérica. | Lenguas no clasificadas Además existe un conjunto de lenguas con documentación muy escasa y referencias a lenguas de pueblos extinguidos, que no han podido ser clasificadas por falta de información. Ver por ejemplo Lenguas no clasificadas de Sudamérica. | Lenguas no clasificadas Además existe un conjunto de lenguas con documentación muy escasa y referencias a lenguas de pueblos extinguidos, que no han podido ser clasificadas por falta de información. Ver por ejemplo Lenguas no clasificadas de Sudamérica. | Paez                 | Cauca, Huila, Valle del Cauca            |
| Lenguas no clasificadas Además existe un conjunto de lenguas con documentación muy escasa y referencias a lenguas de pueblos extinguidos, que no han podido ser clasificadas por falta de información. Ver por ejemplo Lenguas no clasificadas de Sudamérica. | Lenguas no clasificadas Además existe un conjunto de lenguas con documentación muy escasa y referencias a lenguas de pueblos extinguidos, que no han podido ser clasificadas por falta de información. Ver por ejemplo Lenguas no clasificadas de Sudamérica. | Lenguas no clasificadas Además existe un conjunto de lenguas con documentación muy escasa y referencias a lenguas de pueblos extinguidos, que no han podido ser clasificadas por falta de información. Ver por ejemplo Lenguas no clasificadas de Sudamérica. | Andaquí (†)          | Caquetá                                  |
| Lenguas no clasificadas Además existe un conjunto de lenguas con documentación muy escasa y referencias a lenguas de pueblos extinguidos, que no han podido ser clasificadas por falta de información. Ver por ejemplo Lenguas no clasificadas de Sudamérica. | Lenguas no clasificadas Además existe un conjunto de lenguas con documentación muy escasa y referencias a lenguas de pueblos extinguidos, que no han podido ser clasificadas por falta de información. Ver por ejemplo Lenguas no clasificadas de Sudamérica. | Lenguas no clasificadas Además existe un conjunto de lenguas con documentación muy escasa y referencias a lenguas de pueblos extinguidos, que no han podido ser clasificadas por falta de información. Ver por ejemplo Lenguas no clasificadas de Sudamérica. | Colima (†)           | Cundinamarca                             |
| Lenguas no clasificadas Además existe un conjunto de lenguas con documentación muy escasa y referencias a lenguas de pueblos extinguidos, que no han podido ser clasificadas por falta de información. Ver por ejemplo Lenguas no clasificadas de Sudamérica. | Lenguas no clasificadas Además existe un conjunto de lenguas con documentación muy escasa y referencias a lenguas de pueblos extinguidos, que no han podido ser clasificadas por falta de información. Ver por ejemplo Lenguas no clasificadas de Sudamérica. | Lenguas no clasificadas Además existe un conjunto de lenguas con documentación muy escasa y referencias a lenguas de pueblos extinguidos, que no han podido ser clasificadas por falta de información. Ver por ejemplo Lenguas no clasificadas de Sudamérica. | Malibú (†)           | Tamalameque, Tenerife                    |
| Lenguas no clasificadas Además existe un conjunto de lenguas con documentación muy escasa y referencias a lenguas de pueblos extinguidos, que no han podido ser clasificadas por falta de información. Ver por ejemplo Lenguas no clasificadas de Sudamérica. | Lenguas no clasificadas Además existe un conjunto de lenguas con documentación muy escasa y referencias a lenguas de pueblos extinguidos, que no han podido ser clasificadas por falta de información. Ver por ejemplo Lenguas no clasificadas de Sudamérica. | Lenguas no clasificadas Además existe un conjunto de lenguas con documentación muy escasa y referencias a lenguas de pueblos extinguidos, que no han podido ser clasificadas por falta de información. Ver por ejemplo Lenguas no clasificadas de Sudamérica. | Mocana (†)           | Cartagena de Indias                      |
| Lenguas no clasificadas Además existe un conjunto de lenguas con documentación muy escasa y referencias a lenguas de pueblos extinguidos, que no han podido ser clasificadas por falta de información. Ver por ejemplo Lenguas no clasificadas de Sudamérica. | Lenguas no clasificadas Además existe un conjunto de lenguas con documentación muy escasa y referencias a lenguas de pueblos extinguidos, que no han podido ser clasificadas por falta de información. Ver por ejemplo Lenguas no clasificadas de Sudamérica. | Lenguas no clasificadas Además existe un conjunto de lenguas con documentación muy escasa y referencias a lenguas de pueblos extinguidos, que no han podido ser clasificadas por falta de información. Ver por ejemplo Lenguas no clasificadas de Sudamérica. | Muzo (†)             | Cundinamarca                             |
| Lenguas no clasificadas Además existe un conjunto de lenguas con documentación muy escasa y referencias a lenguas de pueblos extinguidos, que no han podido ser clasificadas por falta de información. Ver por ejemplo Lenguas no clasificadas de Sudamérica. | Lenguas no clasificadas Además existe un conjunto de lenguas con documentación muy escasa y referencias a lenguas de pueblos extinguidos, que no han podido ser clasificadas por falta de información. Ver por ejemplo Lenguas no clasificadas de Sudamérica. | Lenguas no clasificadas Además existe un conjunto de lenguas con documentación muy escasa y referencias a lenguas de pueblos extinguidos, que no han podido ser clasificadas por falta de información. Ver por ejemplo Lenguas no clasificadas de Sudamérica. | Panche (†)           | Cundinamarca                             |
| Lenguas no clasificadas Además existe un conjunto de lenguas con documentación muy escasa y referencias a lenguas de pueblos extinguidos, que no han podido ser clasificadas por falta de información. Ver por ejemplo Lenguas no clasificadas de Sudamérica. | Lenguas no clasificadas Además existe un conjunto de lenguas con documentación muy escasa y referencias a lenguas de pueblos extinguidos, que no han podido ser clasificadas por falta de información. Ver por ejemplo Lenguas no clasificadas de Sudamérica. | Lenguas no clasificadas Además existe un conjunto de lenguas con documentación muy escasa y referencias a lenguas de pueblos extinguidos, que no han podido ser clasificadas por falta de información. Ver por ejemplo Lenguas no clasificadas de Sudamérica. | Pijao (†)            | Tolima                                   |
| Lenguas no clasificadas Además existe un conjunto de lenguas con documentación muy escasa y referencias a lenguas de pueblos extinguidos, que no han podido ser clasificadas por falta de información. Ver por ejemplo Lenguas no clasificadas de Sudamérica. | Lenguas no clasificadas Además existe un conjunto de lenguas con documentación muy escasa y referencias a lenguas de pueblos extinguidos, que no han podido ser clasificadas por falta de información. Ver por ejemplo Lenguas no clasificadas de Sudamérica. | Lenguas no clasificadas Además existe un conjunto de lenguas con documentación muy escasa y referencias a lenguas de pueblos extinguidos, que no han podido ser clasificadas por falta de información. Ver por ejemplo Lenguas no clasificadas de Sudamérica. | Yarí                 | Caquetá                                  |
| Lenguas no clasificadas Además existe un conjunto de lenguas con documentación muy escasa y referencias a lenguas de pueblos extinguidos, que no han podido ser clasificadas por falta de información. Ver por ejemplo Lenguas no clasificadas de Sudamérica. | Lenguas no clasificadas Además existe un conjunto de lenguas con documentación muy escasa y referencias a lenguas de pueblos extinguidos, que no han podido ser clasificadas por falta de información. Ver por ejemplo Lenguas no clasificadas de Sudamérica. | Lenguas no clasificadas Además existe un conjunto de lenguas con documentación muy escasa y referencias a lenguas de pueblos extinguidos, que no han podido ser clasificadas por falta de información. Ver por ejemplo Lenguas no clasificadas de Sudamérica. | Yurí                 | Amazonas                                 |
| Lenguas criollas | De base española | De base española | Palenquero           | Bolívar                                  |
| Lenguas criollas | De base inglesa | De base inglesa | Criollo sanandresano | San Andrés y Providencia                 |
| Lenguas criollas | De base inglesa | De base inglesa | Patois               | Valle del Cauca                          |

## Lenguas criollas
También es importante destacar las lenguas criollas de comunidades afrocolombianas y raizales:
1. el criollo palenquero del Palenque de San Basilio (Bolívar)
2. el inglés criollo sanandresano, creole o kriol, en el archipiélago de San Andrés y Providencia.
3. el patois jamaiquino buenaventura (valle del Cauca)